# Gourdon (Saona i Loara)
Gourdon – miejscowość i gmina we Francji, w regionie Burgundia-Franche-Comté, w departamencie Saona i Loara.
Według danych na rok 1990 gminę zamieszkiwały 802 osoby, a gęstość zaludnienia wynosiła 32 osoby/km² (wśród 2044 gmin Burgundii Gourdon plasuje się na 292. miejscu pod względem liczby ludności, natomiast pod względem powierzchni na miejscu 286.).